# Marius Bear
Marius Hügli (Schlatt-Haslen, Suíça, 21 de abril de 1993), conhecido artisticamente como Marius Bear é um cantor e compositor suíço, que irá representar a Suíça no Festival Eurovisão da Canção 2022. 

## Discografia

### Álbuns
- 2019 – Not Loud Enough
- 2022 – Boys Do Cry

### EP
- 2018 – Sanity

### Singles
- 2017 – I'm a Man
- 2018 – Roots
- 2018 – Sanity
- 2018 – Remember Me
- 2019 – My Crown
- 2019 – Streets
- 2019 – Blood of My Heartbeat
- 2019 – Come What May
- 2019 – Not Loud Enough
- 2020 – Now or Never
- 2020 – I Wanna Dance with Somebody (Who Loves Me) (cover)
- 2021 – High Notes
- 2021 – Heart on Your Doorstep
- 2021 – Waiting on the World to Change (com Pat Burgener)
- 2021 – Roses
- 2021 – Evergreen
- 2022 – Boys Do Cry